# Harta
Harta là một làng thuộc hạt Bács-Kiskun, Hungary. Làng này có diện tích 129,68 km², dân số năm 2010 là 3341 người, mật độ 26 người/km².